# 나가쿠라 다이스케
나가쿠라 다이스케(일본어: 永倉大輔, 1963년 8월 19일 ~ )는 일본의 배우이다.

## 출연 작품

### 드라마
- 2014년 《군사 칸베에》 - 미조오 쇼베에(미조오 시게토모) 역